# Kanton Briançon-1
Briançon-1 is een kanton in het arrondissement Briançon van het Franse departement Hautes-Alpes.
Het kanton is opgericht bij decreet van 27 februari 2014, met uitwerking op 22 maart 2015,   toen het kanton Briançon-Sud werd opgeheven. Het kanton omvat onder andere de gemeenten van het opgeheven kanton en een kleiner deel van de stad. Het telt 8996 inwoners in 2017.

## Gemeenten
Het kanton Briançon-2 omvat de volgende gemeenten:
- Briançon (deels, hoofdplaats)
- Cervières
- La Grave
- Le Monêtier-les-Bains
- Puy-Saint-André
- Puy-Saint-Pierre
- Saint-Chaffrey
- La Salle-les-Alpes
- Villar-d'Arêne
- Villar-Saint-Pancrace